# Лонга I (Авелино)
Лонга I је насеље у Италији у округу Авелино, региону Кампанија.
Према процени из 2011. у насељу је живело 19 становника. Насеље се налази на надморској висини од 509 м.